# 대한민국 상법 제12조
대한민국 상법 제12조는 공동지배인에 의한 영업의 대리에 대한 상법총칙의 조문이다.

## 조문
제12조 (공동지배인) (1) 상인은 수인의 지배인에게 공동으로 대리권을 행사하게 할 수 있다.
(2) 전항의 경우에 지배인 1인에 대한 의사표시는 영업주에 대하여 그 효력이 있다.

## 의의
동일한 상인에게 수인의 지배인이 있을 경우 각자가 대리권을 행사할 수 있음이 원칙이다. 그러나 상인은 수인의 지배인에게 공동으로 대리권을 행사하게 할 수 있다. 이 경우의 지배인을 公同支配人(Gesamptprokuristen)이라 한다.

## 요건
- 數人의 지배인
- 영업주의 의사표시
- 등기

## 효과
- 능동대리

공동지배인은 공동으로만 영업주를 위하여 제3자에게 의사표시를 할 수 있다. 共同으로해야 한다 함은 상대방에 대하여 수인의 지배인의 의사가 합체되어 하나의 대리의사로 표시되어야 함을 뜻한다.
- 수동대리

공동지배인이라도 수동대리에 있어서는 각자가 대리권을 갖는다. 즉 거래상대방이 영업주에게 하는 의사표시는 공동지배인 중 1인에게 하면 유효하다.

## 판례
- 주식회사에 있어서의 공동대표제도는 대외 관계에서 수인의 대표이사가 공동으로만 대표권을 행사할 수 있게 하여 업무집행의 통일성을 확보하고, 대표권 행사의 신중을 기함과 아울러 대표이사 상호간의 견제에 의하여 대표권의 남용 내지는 오용을 방지하여 회사의 이익을 도모하려는데 그 취지가 있으므로 공동대표이사의 1인이 그 대표권의 행사를 특정사항에 관하여 개별적으로 다른 공동대표이사에게 위임함은 별론으로 하고, 일반적, 포괄적으로 위임함은 허용되지 아니한다.[4]

## 참고 문헌
- 이기수, 최병규, 상법총칙․상행위법, 제7판, 박영사, 2010. ISBN 9788964545041

## 같이 보기
- 대한민국 상법 제13조
- 대한민국 상법 제14조